# Alfred L. Werker
Alfred Louis Werker (Deadwood, 2 dicembre 1896 – Laguna Beach, 28 luglio 1975) è stato un regista statunitense.

## Biografia
Nato nel Dakota del Sud iniziò la sua attività come aiuto regista. Il suo film La casa dei Rothschild (1935) ebbe una candidatura agli Oscar come miglior film. La tragedia di Harlem (1949), partecipò al Festival di Cannes 1949. Morì nello stato della California.
Durante la sua carriera cinematografica, Werker diresse anche un film con i celebri Stanlio & Ollio, Sim salà bim (1942).

## Filmografia parziale

### Regista
- Pioneer Scout  (1928)
- The Sunset Legion (1928)
- Kit Carson, co-regia Lloyd Ingraham (1928)
- Blue Skies  (1929)
- Chasing Through Europe  (1929)
- I lupi di Chicago (Double Cross Roads) (1930)
- L'ultimo eroe (The Last of the Duanes) (1930)
- Il nemico nell'ombra (Fair Warning) (1931)
- I pasticci di Annabella (Annabelle's Affairs) (1931)
- Heartbreak (1931)
- La rosa del Texas (The Gay Caballero) (1932)
- Hello, sister! (1933)
- L'ultimo Adamo (It's Great to Be Alive) (1933)
- La casa dei Rothschild (The House of Rothschild) (1934)
- You Belong to Me (1934)
- Stolen Harmony (1935)
- Love in Exile (1936)
- Capriccio di un giorno (1937)
- Wild and Woolly (1937)
- Sotto la maschera (Big Town Girl) (1937)
- Il vascello maledetto (1938)
- City Girl (1938)
- Up the River (1938)
- Le avventure di Sherlock Holmes (1939)
- Sim salà bim (1942)
- Whispering Ghosts (1942)
- The Mad Martindales (1942)
- Lacrime e sorrisi (1944)
- Shock (1946)
- Dimmi addio (1947)
- I pirati di Monterey (1947)
- Egli camminava nella notte (1948)
- La tragedia di Harlem (1949)
- Il vascello misterioso (1951)
- Il delitto del secolo (1952)
- L'ultima resistenza (1953)
- L'inferno di Yuma (1953)
- Tre ore per uccidere  (1954)
- La febbre dell'uranio (1956)
- Il ribelle torna in città (1956)
- I forti non piangono (1957)

### Aiuto regista
- Heart o' the Hills, regia di Sidney Franklin e Joseph De Grasse (1919)
- Nei bassi fondi (The Hoodlum), regia di Sidney Franklin (1919)
- The Tough Guy, regia di David Kirkland (1926)

### Produttore
- L'ultimo eroe (The Last of the Duanes), regia di Alfred L. Werker (1930)